# Sambeng Kulon
Sambeng Kulon is een bestuurslaag in het regentschap Banyumas van de provincie Midden-Java, Indonesië. Sambeng Kulon telt 1797 inwoners (volkstelling 2010).